# Палена (река)
Палена (исп. Río Carrenleufú, Palena) — река в Патагонии, текущая по территории Аргентины и Чили. На территории Аргентины носит название Карренлеуфу и Корковадо.

## География
Река берёт начало в озере Хенераль-Винтер (чилийское название — Палена) на высоте 930 метров. Исток находится у восточной (аргентинской) оконечности озера. Палена течёт по территории провинции Чубут первоначально на восток, затем поворачивает на север, далее — на северо-запад, близ Эль-Корковадо поворачивает на запад, пересекает границу с Чили близ посёлка Палена. Основные притоки на территории Аргентины — Йело, Рио-Фрио, Греда и Энкуэнтро, последняя образует часть аргентино-чилийской границы.
По чилийской территории течет первоначально на юго-запад по территории провинции Палена области Лос-Лагос, затем поворачивает на север, образует часть небольшой участок границы с областью Айсен-дель-Хенераль-Карлос-Ибаньес-дель-Кампо, потом упирается в горы, принимает воды Рио-Фрио и круто разворачивается на юг, течёт по территории провинции Айсен, принимает притоки Сальто, Росселот, Рисопатрон и поворачивает на запад. Близ своего устья течёт на северо-запад, последний крупный приток, реку Милимову, принимает в нескольких километрах от места своего впадения в Тихий океан.

## Гидрография
Общая площадь бассейна реки составляет 12887 км², причём 56,5 % или 7281 км² находится на территории Чили, а 5586 км² — на территории Аргентины. Длина реки составляет 240 км.
У своего истока река имеет стабильный режим, так как озеро Хенераль-Винтер регулирует её сток, однако в среднем и нижнем течении сильно зависит от полноводности своих притоков, которая, в свою очередь, завязана на количество выпадающих осадков, поэтому колебания уровня воды в реке сильно зависят от сезона и могут достигать семи метров.
Река судоходна для маломерных судов в нижнем течении на протяжении 40 км.